# Totempaal

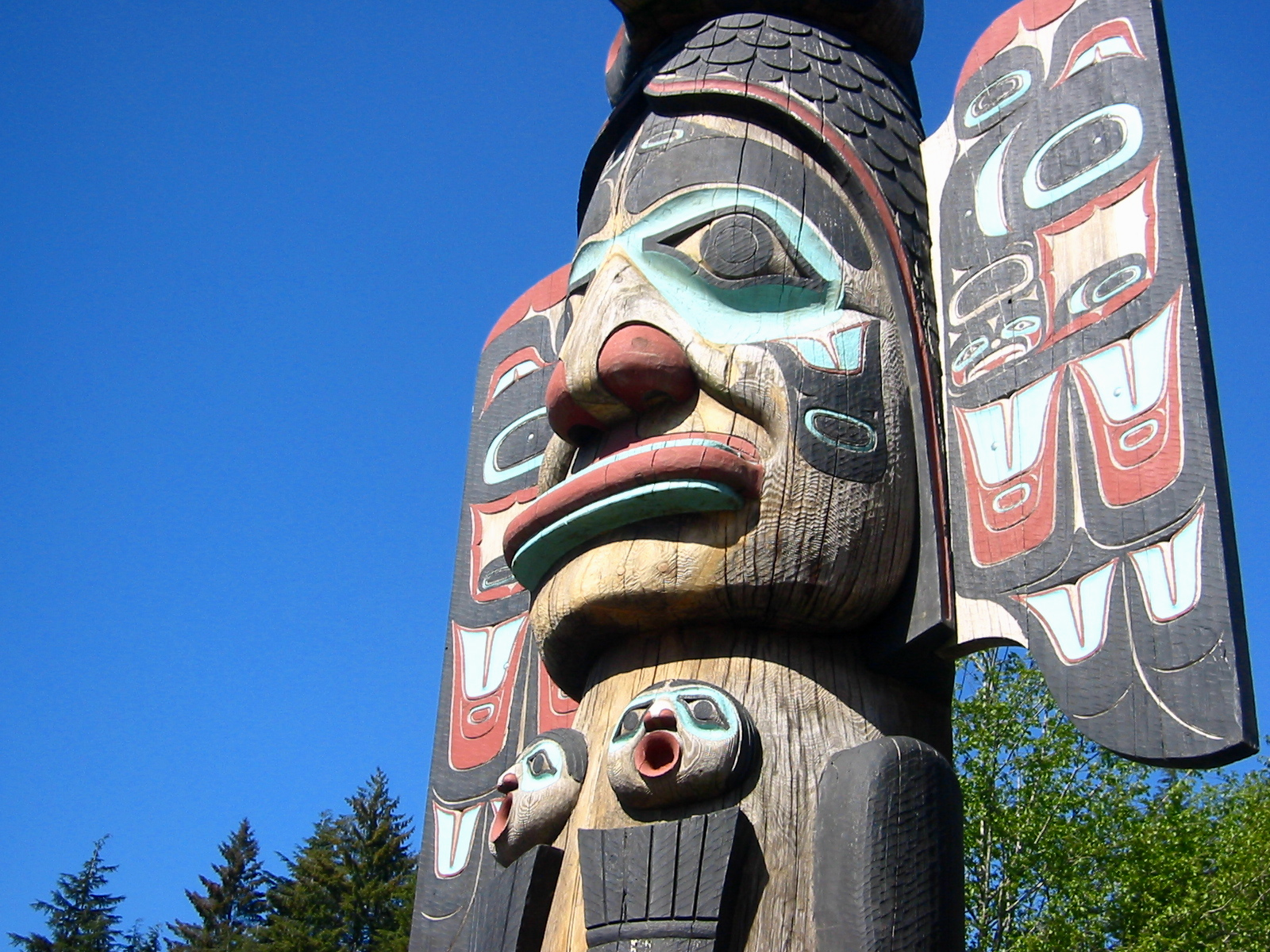
Een totempaal van Noord-Amerikaanse indianen in de Alaskaanse plaats Ketchikan

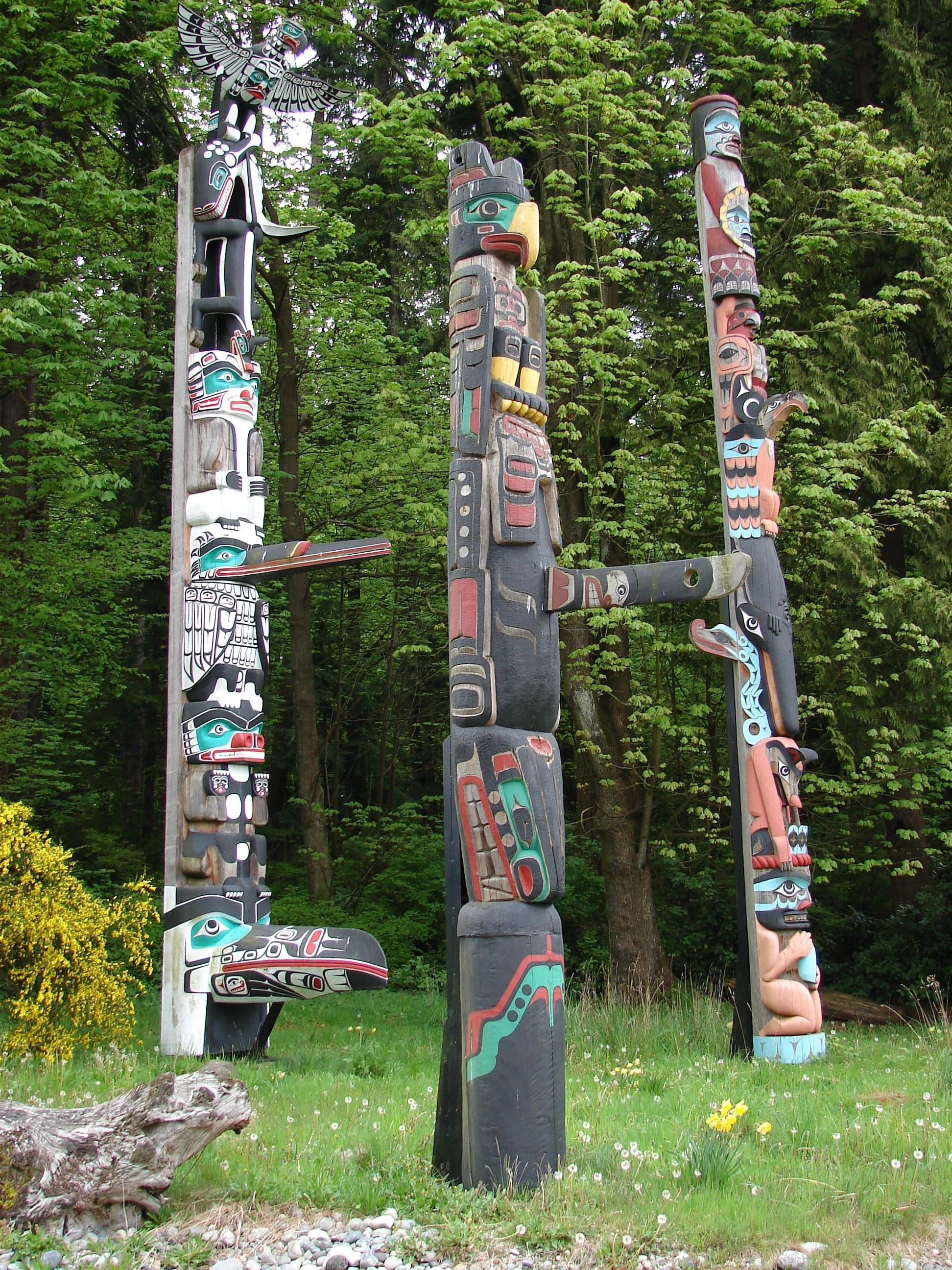
Totempalen in Vancouver

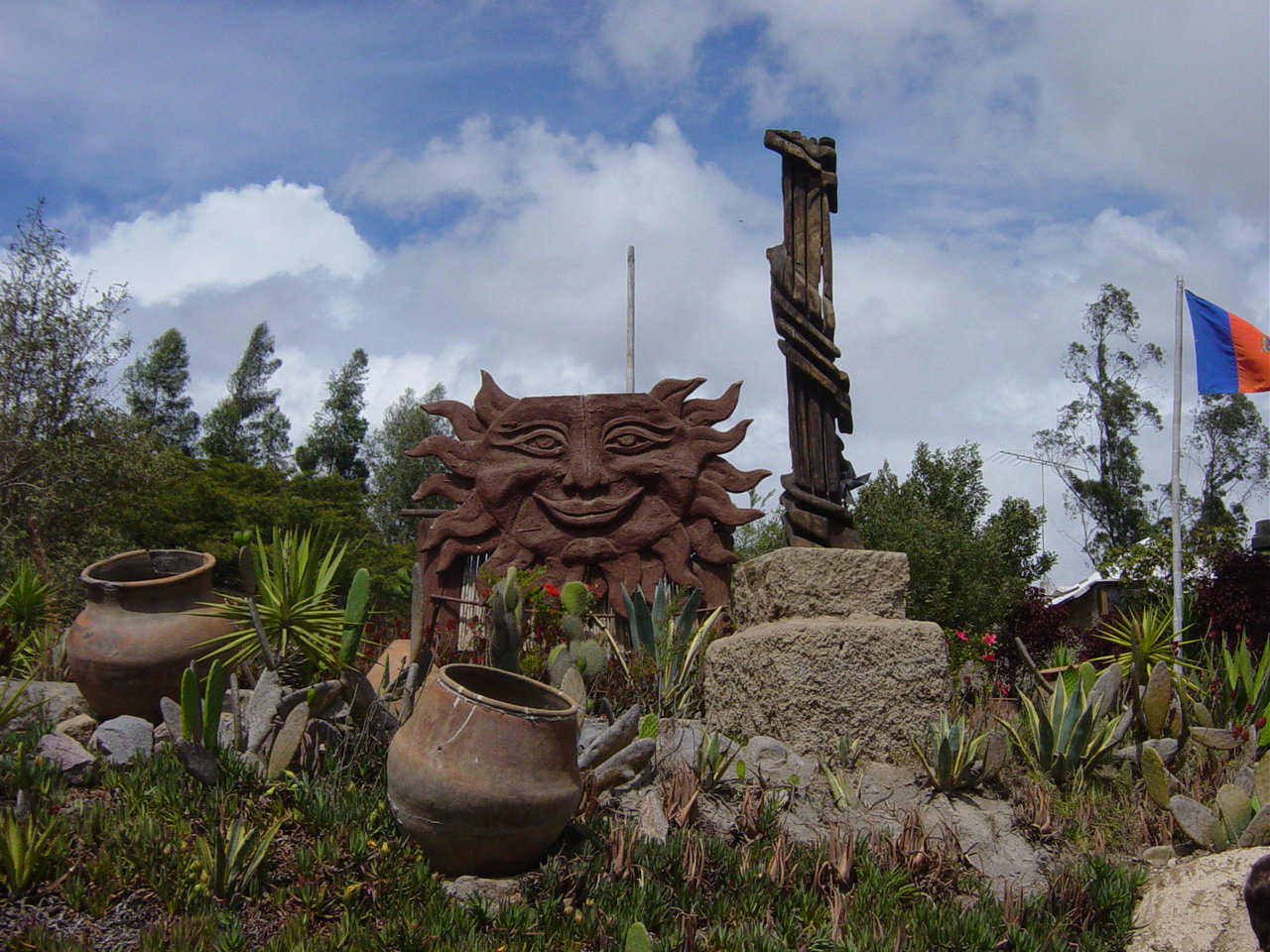
Totempaal in museum Inti Nan

Een totempaal is een houten standbeeld, zoals dat door sommige indianenstammen van de Amerikaanse Noordwestkust werd gemaakt. Een totempaal kan gezien worden als heiligdom. Het woord totempaal is afgeleid van (o)doodem, een Ojibwewoord dat zoveel betekent als 'familie-teken', dieren die hun naam aan een clan gaven.
De paal werd meestal gemaakt van het hout van de reuzenlevensboom, die vaak in bonte kleuren geschilderd werd.

## Geschiedenis
Wanneer totempalen voor het eerst werden gemaakt is niet bekend. Omdat de houten palen in het regenwoud niet lang blijven bestaan, zijn ze vrijwel zeker veel ouder dan de oudst gevonden exemplaren, die rond 1800 langs de Amerikaanse westkust werden gevonden.

## Betekenis
De betekenis van de versieringen op een totempaal verschillen per cultuur die hem vervaardigd heeft. Dit hangt sterk af van het volk dat hem heeft gemaakt, maar ook van de gebeurtenis waarvoor de totempaal is gemaakt.

## Onderhoud
Totempalen worden doorgaans niet onderhouden nadat ze zijn geplaatst. Als het hout zodanig gaat rotten dat het een gevaar wordt voor voorbijgangers, wordt de paal meestal omgelegd en vaak geheel verwijderd. Ook de stormen die in de winter de westkust van Amerika kunnen teisteren, vellen een totempaal vaak vroegtijdig.

## Rest van de wereld
Hoewel de term 'totempaal' oorspronkelijk verwees naar de palen die culturen aan de noordwestkust van Noord-Amerika oprichtten, wordt ze ook gebruikt om vergelijkbare palen in andere cultuurgebieden mee aan te duiden. Dergelijke palen zijn bijvoorbeeld te vinden bij de inheemse bevolking van Jilin in Noordoost-China, bij de Koreanen, bij de Ainu in het noorden van Japan en bij de Maori in Nieuw-Zeeland.

## Totempaal in Nederland
Het is mogelijk om een Canadese totempaal in Nederland te zien. Rijksmuseum Volkenkunde in Leiden heeft een 8 meter hoge totempaal in de tuin staan. Deze is gemaakt door Rande Cook, Chief van de Kwakwaka'wakw-Indianen.

## Afbeeldingen

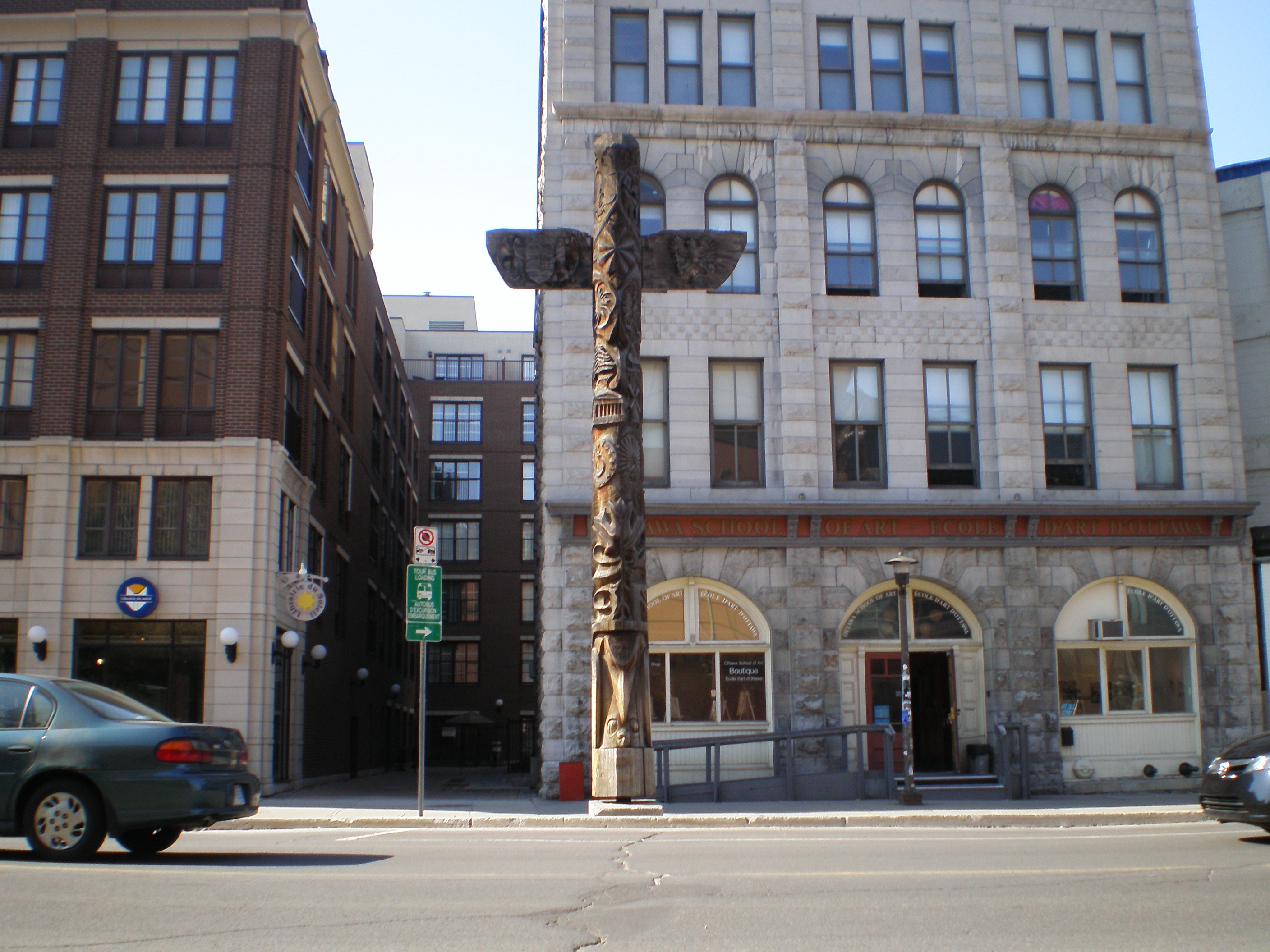
Totempaal in Ottawa, Canada
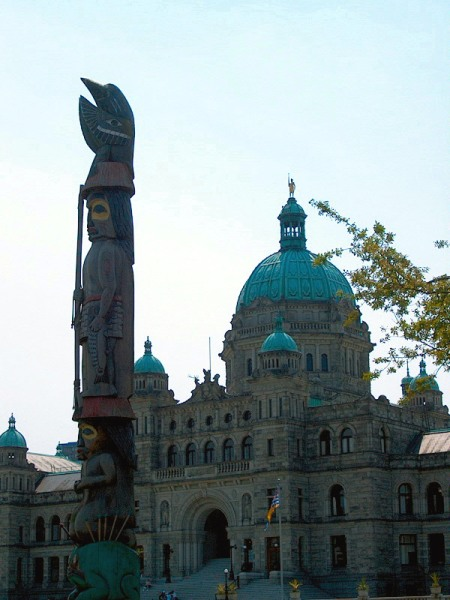
Totempaal in Victoria, Canada
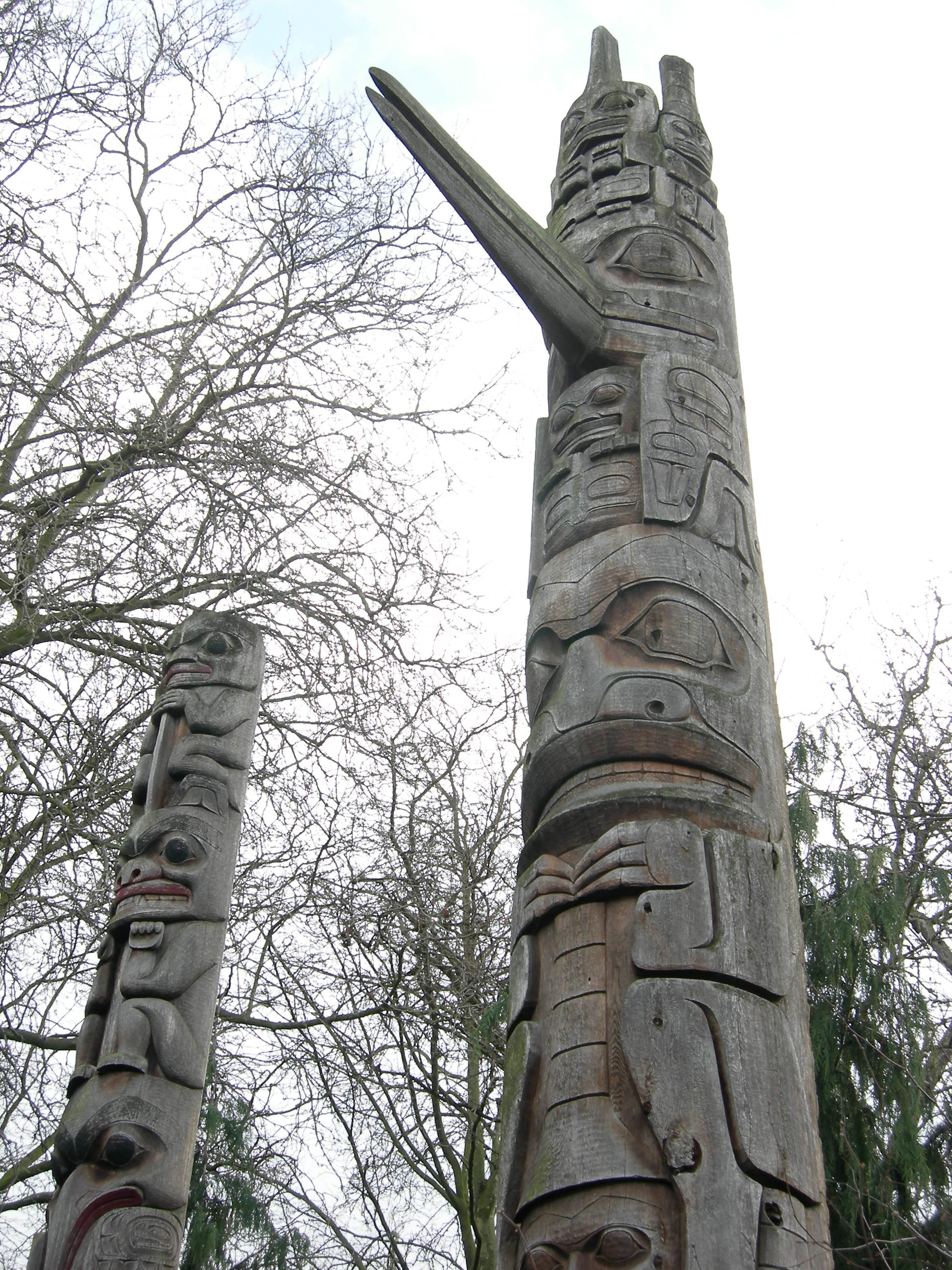
Totempalen in een museum
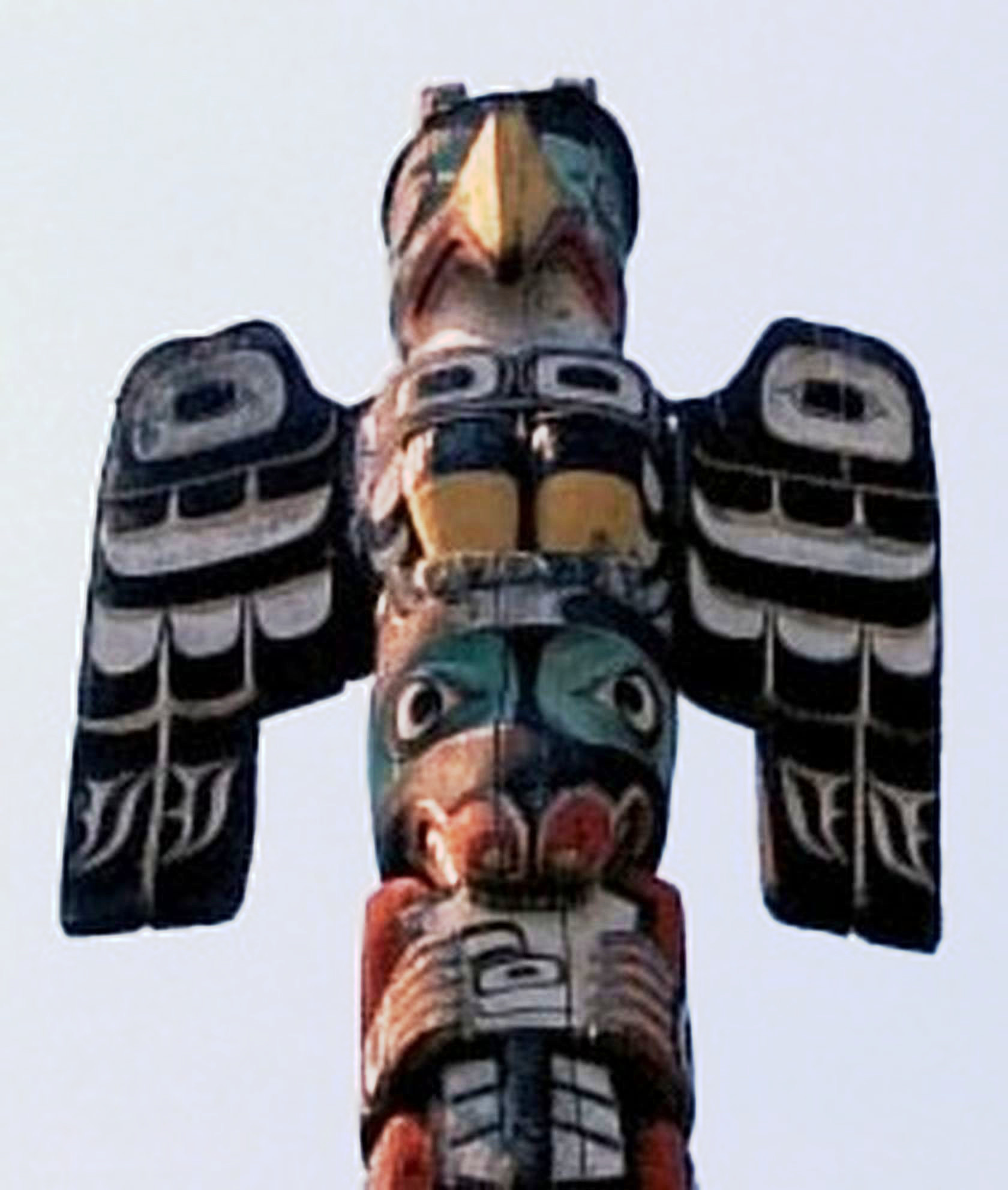
De dondervogel op een totempaal
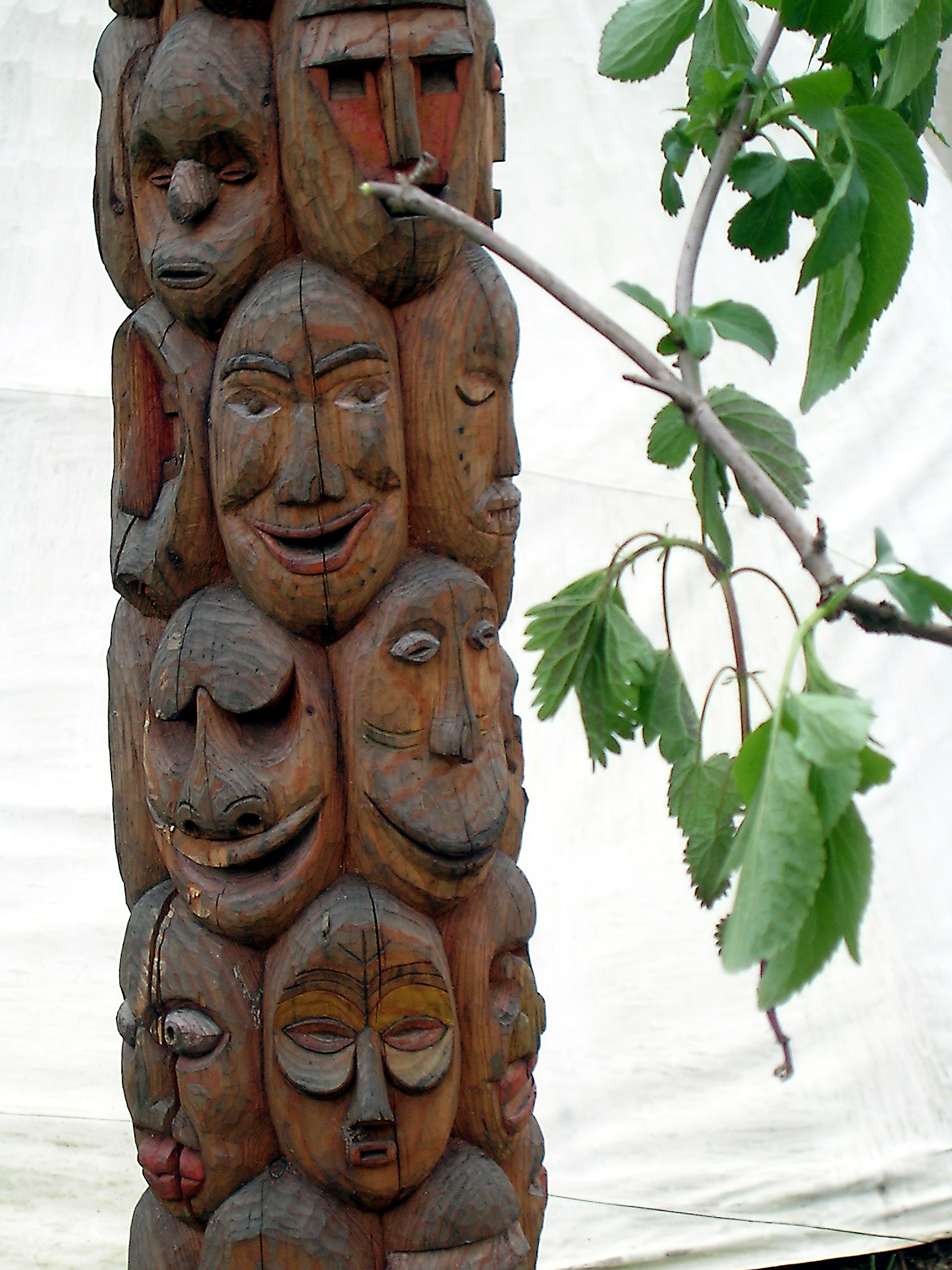
Een totempaal in Dortmund, Duitsland
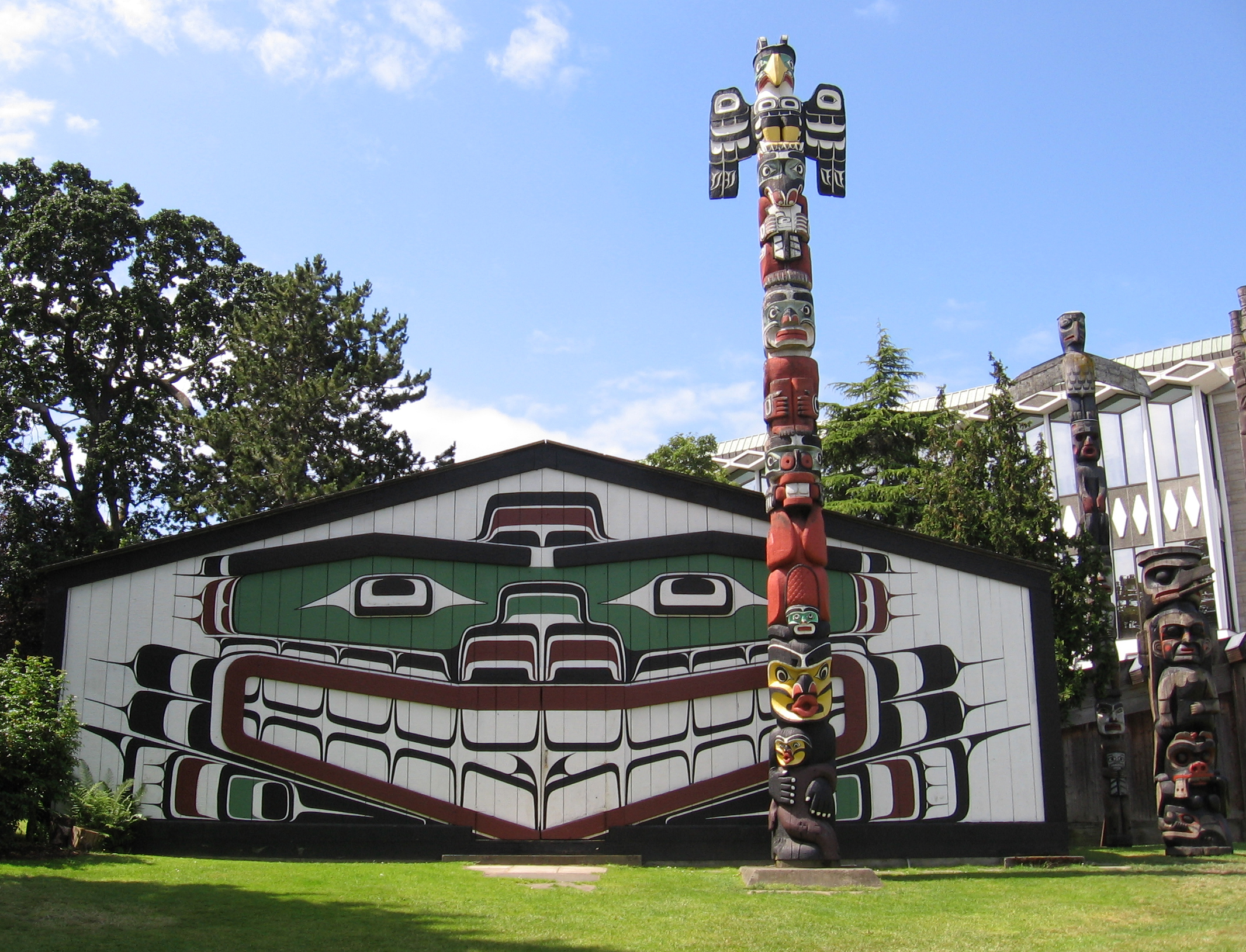
Totempaal bij Kwakwaka'wakw big house
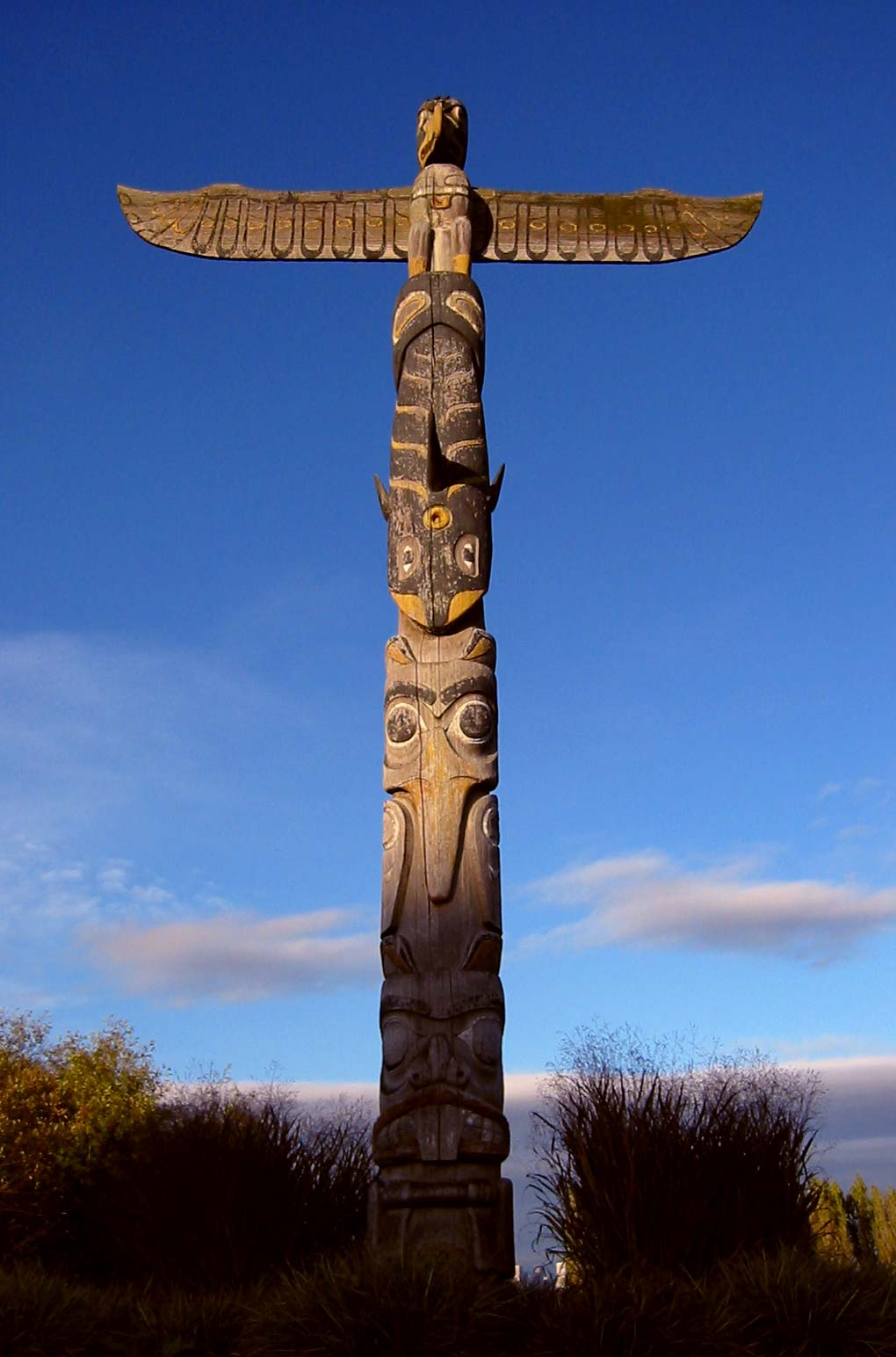
Totempaal uit Seattle
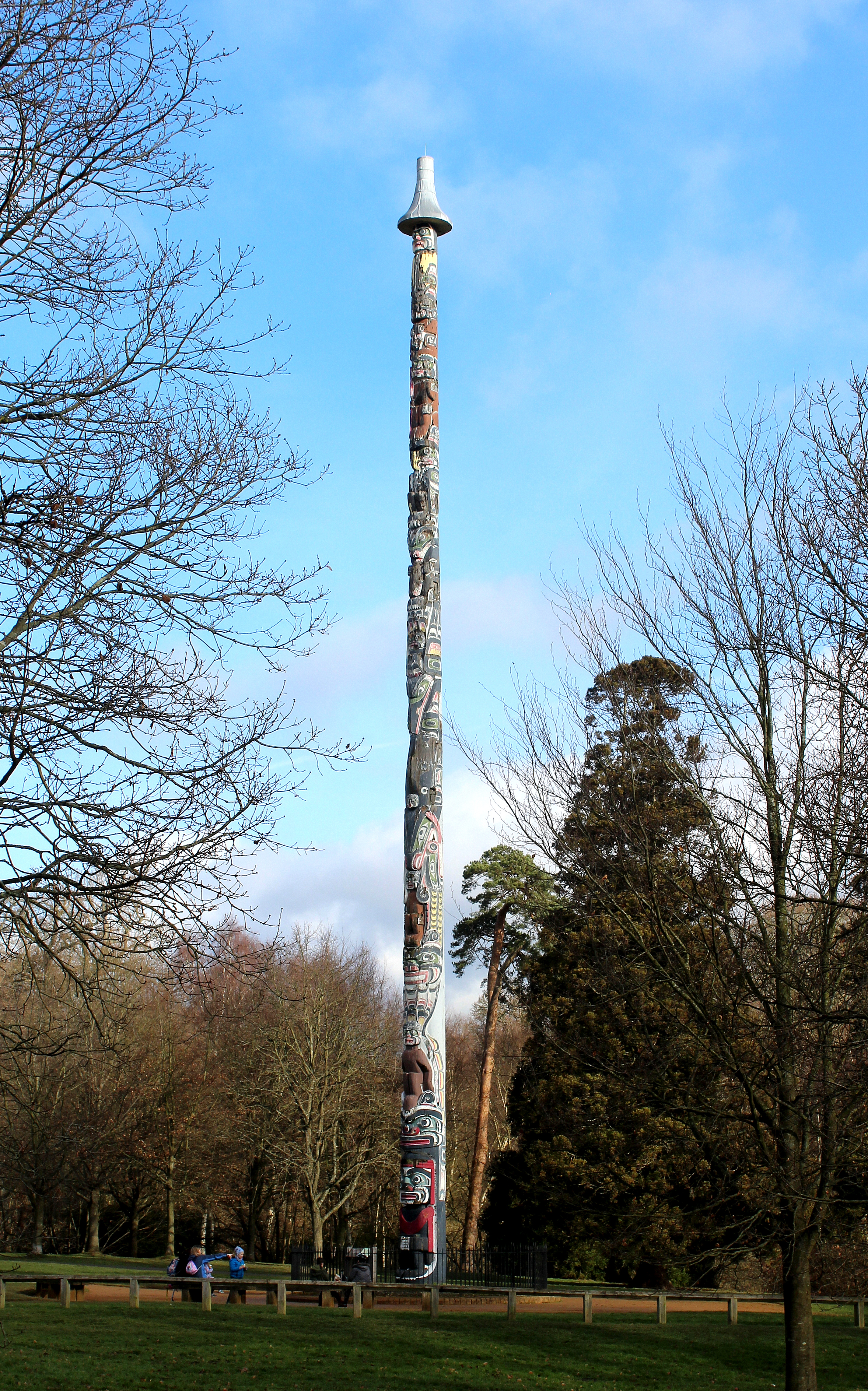
30 m Totempaal, cadeau van Brits-Columbia te Virginia Water, Engeland